# Glipostenoda pulla
Glipostenoda pulla es una especie de coleóptero de la familia Mordellidae.

## Distribución geográfica
Habita en Cafre (islas Reunión).